# Nilüfer Yumlu
Nilüfer Yumlu, née le 31 mai 1955 à Istanbul, est une chanteuse turque.

## Biographie
Elle a représenté la Turquie au Concours Eurovision de la chanson 1978.
Depuis 1997, Nilüfer est l'ambassadrice turque de l'Unicef.